# Dworek (Morąg)
Pour les articles homonymes, voir Dworek.
Dworek est un hameau polonais de la voïvodie de Varmie-Mazurie, dans le powiat d'Ostróda.